# Masikoro-Malagasi
Masikoro-Malagasi is een Austronesische taal van de groep der Malagasitalen, die wordt gesproken in de Afrikaanse eilandenstaat Madagaskar in de Indische Oceaan.

## Taalgebied
Het, naar Malagassisch normen relatief klein, taalgebied van het Masikoro-Malagasi, net niet in het uiterste zuidwesten van het land, heeft geen kustlijn maar is alleen gescheiden van de Straat Mozambique door een smalle kustrepel Sakalava-Malagasitalig gebied (het is net die Sakalava-Malagasitalige kustlijn die het Masikoro-Malagasi verhindert de meest westelijke Austronesische taal van het Oostelijk Halfrond te zijn), diezelfde taal begrenst het Masikoro-Malagasi-taalgebied overigens ook in het noorden. Het gebied grenst voorts aan Bara-Malagasi- (oosten), Tanosy-Malagasi- (zuidoosten) en Tandroy-Mahafalytalige (zuiden) gebieden.
Politiek gezien valt het gebied ruwweg samen met de Toliara- en Morombedistricten in de Toliaraprovincie.

## Geschiedenis
In 2005 werd duidelijk dat de taal die toen "Zuidelijk Malagasi" werd genoemd (met SIL-code XMU), twee verschillende talen behelsde. Het Zuidelijk Malagasi werd gesplitst in het Masikoro-Malagasi en het Tandroy-Mahafaly-Malagasi, beide benamingen stellen vandaag de dag twee verschillende talen voor.

## Verspreiding van de sprekers
- Madagaskar: 90 000; 8ste plaats, 10de en voorlaatste plaats volgens totaal aantal sprekers

## Woordenschat en verwantschap met andere talen
72% van de woordenschat is gelijkaardig met de respectievelijke Merina-equivalenten. (Merina is het dialect van het Plateaumalagasi dat als officiële landstaal wordt gebruikt.)